# ويليام آرنوت
ويليام آرنوت (بالإنجليزية: William Arnott)‏ هو سياسي أمريكي، ولد في 5 سبتمبر 1832، وتوفي في 26 مايو 1907. حزبياً، نشط في الحزب الجمهوري. وقد انتخب عضو جمعية ولاية ويسكونسن.